# Murong Xuecun
Pour les articles homonymes, voir Murong (Homonymie).
Murong Xuecun (chinois : 慕容雪村 ; pinyin : Mùróng Xuěcūn, pseudonyme de Hao Qun (郝群, hǎo qún, né en 1974 dans la province du Shandong, est un écrivain chinois célèbre pour ses combats contre la censure d'État,. 

## Biographie
Le  22 juillet 2008, Murong a intégré la liste des livres du Man Asian Literary Prize (en). 
En novembre 2011, son microblog comptait presque 1.1 million de lecteurs.
Murong évoque les dérives de la justice chinoise et la corruption dans le pays à travers le portrait d’antihéros.

## Ouvrages
- Chengdu, Leave Me Alone Tonight. Traduit en français par Claude Payen, sous le titre "Oublier Chengdu (Éditions de l'Olivier,2006)[6] (成都，今夜请将我遗忘), a été lu par de nombreux Chinois sur l'Internet[7],[8]. Sa traduction en anglais porte le titre Leave Me Alone : A Novel of Chengdu[9].
- Il manque un remède à la Chine « Il manque un remède à la Chine », trad. du chinois par Hervé Denès, avec la collaboration de Jia Chunjuan, Éditions Gallimard, 2015
- Dans la poussière rouge, éditions Gallimard, 2013  (Le Monde du 4 juillet 2015, p. 6), traduction de Claude Payen.

## Critique des autorités chinoises
Dans une tribune du Aftenposten en 2011, il relevait contre les autorités chinoises qu'il existait pour les détenus chinois « un certain nombre d'étranges façons de mourir en détention » — qu'au moins une personne par exemple était morte en jouant à cache-cache, tandis qu'au moins une autre était morte « pendant qu'elle buvait de l'eau » et encore au moins une autre prétendument « alors qu'elle était en train de rêver ».